# Deklan Wynne
Deklan Wynne, né le 20 mars 1995 à Johannesbourg en Afrique du Sud, est un footballeur international néo-zélandais, jouant au poste de défenseur au Port Vale FC.

## Biographie

### Carrière en club
Le 3 janvier 2023, il rejoint le Battery de Charleston en USL Championship pour la saison 2023.

### Carrière internationale
Le 8 juin 2017, il fait partie des vingt-trois appelés par le sélectionneur national Anthony Hudson pour la Coupe des confédérations 2017. Il dispute deux rencontres, la Nouvelle-Zélande est éliminée au premier tour.